# یوتی‌استارکام
یوتی‌استارکام (انگلیسی: UTStarcom) شرکت تجهیزات مخابرات چینی است، که در سال ۱۹۹۱ تأسیس شد.